# 黃士俊
黃士俊（1570年—1661年），字亮垣，號玉崙。广东顺德县（现顺德区杏坛镇右滩村）人，祖籍福建莆田黄岸。明末政治人物。

## 生平
黃士俊為萬曆三十一年（1603年）癸卯科廣東鄉試舉人，萬曆三十五年（1607年）丁未科殿試位列一甲第一名，授翰林院修撰。萬曆四十七年（1619年）任太子洗马，歷春坊官、詹事府詹事、侍读学士、玉牒馆總裁。
崇禎二年（1629年），升任禮部尚書，協理詹事府事。崇禎九年（1636年），任東閣大學士。崇禎十年（1637年）為文淵閣大學士。歷加太子太保、太子太傅、少傅。
清兵入關後，士俊未保晚节，薙髮易服。清順治六年（南明永曆三年，1649年己丑）黃士俊往肇慶覲奉南明永曆帝，惜朝綱腐敗，遂辭官，回乡隐居。清顺治十八年（1661年）卒于家，享年91岁，谥文裕。

## 事跡
黄士俊34岁时进京赶考，到岳父家借盘缠，岳父看他寒酸，门都不让进，两个鸭蛋把他打发了，好心的仆人看他可怜，凑钱给他。黄士俊高中头名状元，不无辛酸地给丈人写一首《鸭蛋诗》，道尽从田舍郎到登上天子堂漫漫长路上经历的冷暖和坎坷，《儒林外史》范进的原型就是黄士俊。
天启元年（1621年），黄士俊在家乡顺德县城（今大良镇）南郊建筑了黄家祠和天章阁、灵阿之阁，这些祠、阁后来成为广东四大名园之一的清晖园。

## 家族
曾祖黄斌，壽官。祖父黄廷玑，壽官。父黄镐。嫡母何氏，生母劉氏。具庆下。兄士政、士教、士候、士顯、士傚、士良。

## 外部鏈接
- 黃士俊佛山市博物館網站